# 手根管

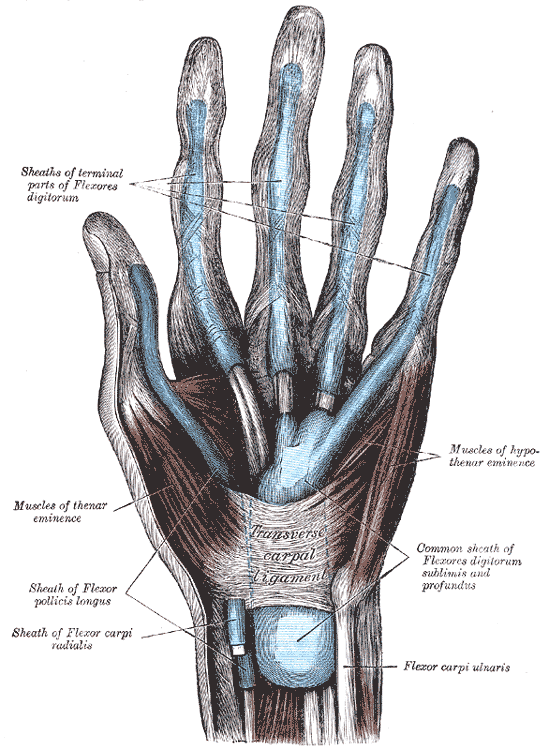
手根の様子(クリックして拡大)

手根管（しゅこんかん, 英語: carpal tunnel）とは、手根の手掌面で手根骨と屈筋支帯により形成されるトンネルである。この中を正中神経と前腕屈筋群の腱が通る。
手根骨を手掌側からみると高低がある。母指側の舟状骨と大菱形骨、小指側の豆状骨と有鈎骨が高く、それらの間すなわち手根の中央部分が低く、全体として溝のようになっている。この溝に蓋をするように靱帯が張っている。この靱帯を屈筋支帯と呼び、屈筋支帯と手根骨で形成されるトンネルを手根管と呼ぶ。

## 手根管を通るもの
手根管の中を以下のものが通る。
- 正中神経
- 橈側手根屈筋腱[1]
- 長母指屈筋腱
- 浅指屈筋腱
- 深指屈筋腱

## 手根管症候群
何らかの原因で正中神経が手根管の中で圧迫されると、手根管より末梢の正中神経支配領域の障害がおこる。症状は痛み・しびれ、母指球の萎縮などである。